# Estrada Real Digital

A Estrada Real Digital é um inovador projeto que tem como o objetivo turístico mostrar e ensinar os caminhos da Estrada Real através de um jogo de computador. 

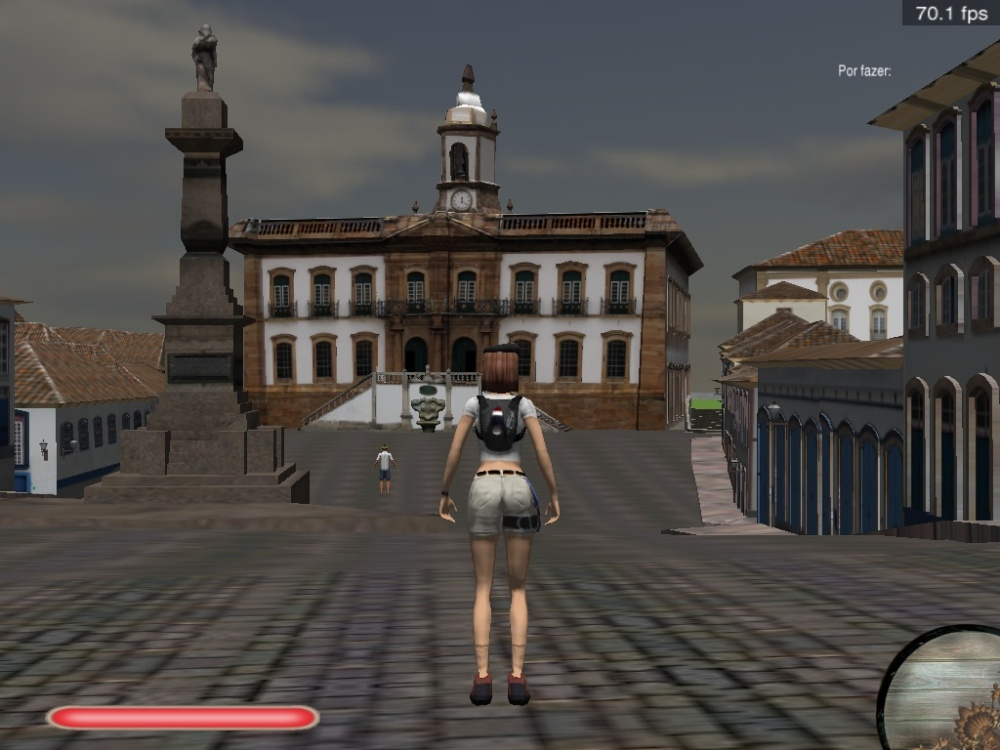
Imagem do jogo Estrada Real Digital

A primeira parte do projeto consistia em produzir um demo 3D em primeira pessoa. Este começou a ser desenvolvido em 2003 pelo Departamento de Ciência da Computação da UFMG e pelo Centro de Convergência de Novas Mídias. O objetivo da segunda parte do projeto foi produzir um game completo de aventura em terceira pessoa. Seu desenvolvimento começou em 2007 e terminou em 2009.
O jogo reproduz parte das cidades de Ouro Preto, Tiradentes e Diamantina e está disponível para download em sua página oficial [ligação inativa].   